# Chandelier (band)
Chandelier was een Duitse muziekgroep uit de niche neoprog.
De band kwam voort uit Exodus, wanneer deze aangevuld wordt met zanger Martin Eden. In die midden jaren tachtig, een zwakteperiode van de progressieve rock zagen talloze nieuwe bandjes het licht, waarvan de meeste net zo snel weer verdwenen als ze gekomen waren. Chandelier kon aansluiten in de rij, waarvan de blijvers IQ, Marillion Pendragon, (voorlopers van) Arena en Pallas waren. Chandelier zou uiteindelijk maar toekomen aan drie albums, die volgden op Fragments, een album dat alleen via muziekcassette werd uitgebracht. Een compact discuitgave was toen nog veel te duur voor een beginnende band. Eindjaren negentig was de band weer verdwenen.

## Discografie
- 1988: Fragments (origineel alleen op MC, in 2019 opgenomen als bonusdisc bij heruitgave van Pure)
- 1989: Call for life (ep)
- 1990: Pure
- 1992: Facing gravity
- 1997: Timecode
- 2020: retrospectieve liveopnamen; Live at Loreley.